# 勒沙福-圣瑞尔松
勒沙福-圣瑞尔松（法語：Le Chaffaut-Saint-Jurson，法語發音：[lə ʃafo sɛ̃ ʒyʁsɔ̃]）是法国上普罗旺斯阿尔卑斯省的一个市镇，属于迪涅莱班区。该市镇于1962年由原市镇勒沙福（Le Chaffaut）和圣瑞尔松（Saint-Jurson）合并而成。

## 地理
勒沙福-圣瑞尔松（44°2'17"N, 6°9'1"E）面积36.2 平方千米，位于法国普罗旺斯-阿尔卑斯-蓝色海岸大区上普罗旺斯阿尔卑斯省，该省份为法国东南部内陆省份，北起上阿尔卑斯省，西接沃克吕兹省，西北接德龙省，南至瓦尔省，东临滨海阿尔卑斯省，东北部与意大利接壤。
与勒沙福-圣瑞尔松接壤的市镇（或旧市镇、城区）包括：艾格兰、沙托勒东、迪涅莱班、马利热、马勒穆瓦松、梅泽勒、米拉博、圣让内。

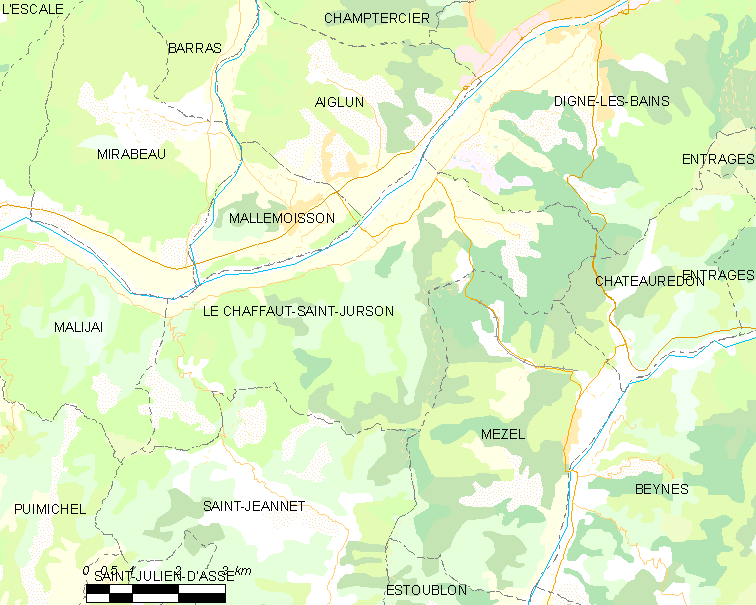
勒沙福-圣瑞尔松的OSM定位图

勒沙福-圣瑞尔松的时区为UTC+01:00、UTC+02:00（夏令时）。

## 行政
勒沙福-圣瑞尔松的邮政编码为04510，INSEE市镇编码为04046。

## 政治
勒沙福-圣瑞尔松所属的省级选区为里耶兹县。

## 人口

1962-2008年间勒沙福-圣瑞尔松人口变化图示

勒沙福-圣瑞尔松于2022年1月1日时的人口数量为689人。